# Magurka Wiślańska

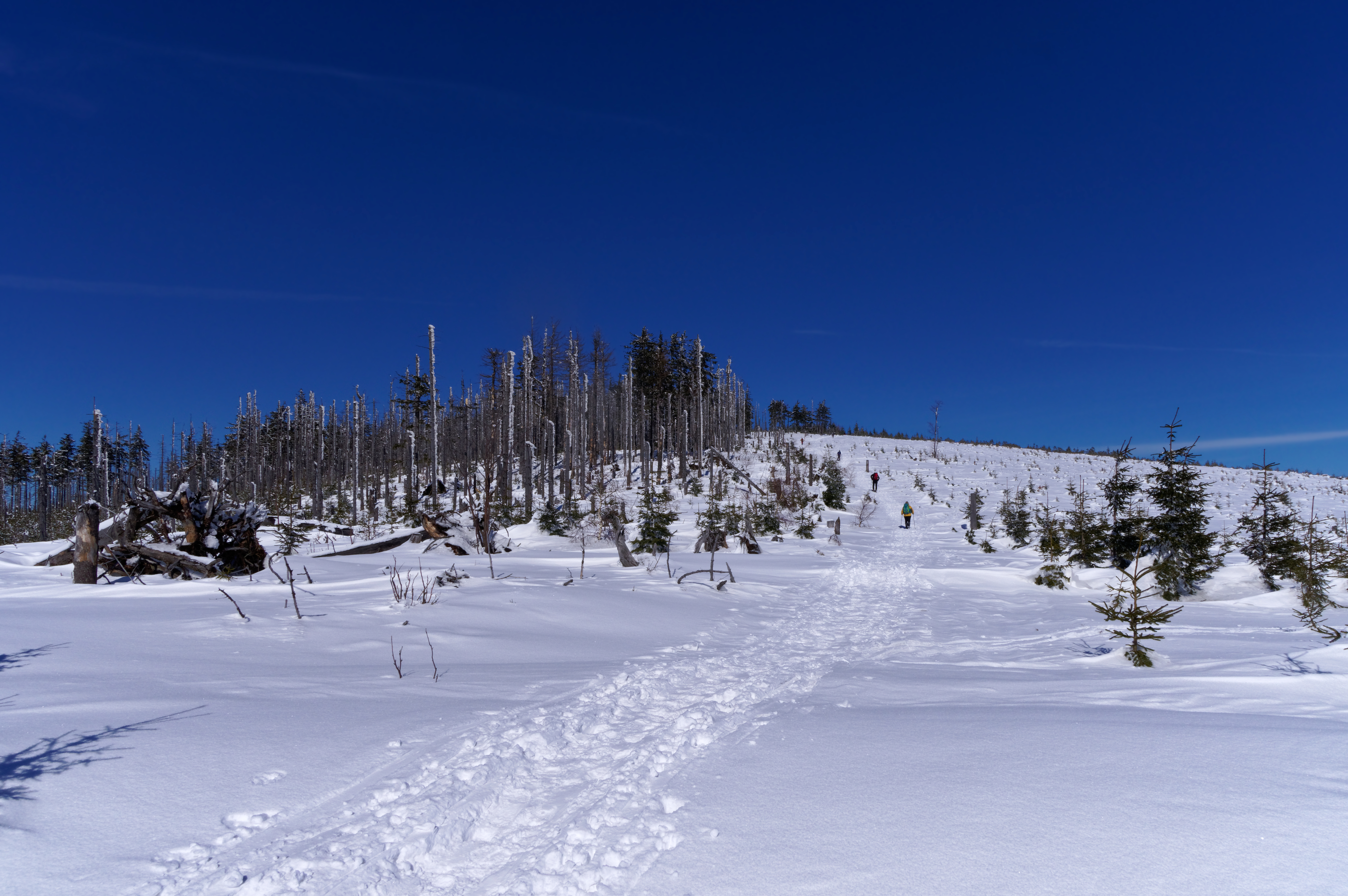
Gipfelbereich

Der Magurka Wiślańska (deutsch: Kleine Weichsel-Magura) ist ein Berg in Polen. Mit einer Höhe von 1140 m ist er einer der höheren Berge  im Barania-Kamm in den Schlesischen Beskiden. Der Berg ist ein beliebtes Touristenziel mit vielen Ausblicken auf die benachbarten Gebirge und das Tiefland. Er gehört zum Gemeindegebiet von Wisła.

## Tourismus
- Auf den Gipfel führen mehrere markierte Wanderwege von Szczyrk und Wisła, unter anderem auch der Beskiden-Hauptwanderweg.
- Im Winter führt über den Berg eine Skilanglaufloipe.